# Sansevieria concinna
Sansevieria concinna ist eine Pflanzenart aus der Gattung Sansevieria in der Familie der Spargelgewächse (Asparagaceae). Das Artepitheton concinna stammt aus dem Lateinischen und bedeutet ‚zierlich, wohlgeformt‘.

## Beschreibung
Sansevieria concinna wächst stammlos als ausdauernde, sukkulente Pflanze mit zirka 1,25 Zentimeter starken Rhizomen. Die mehr oder weniger als fünf rosettig stehenden Laubblätter sind aufsteigend ausgebreitet und lanzettlich geformt. Die einfache Blattspreite ist 15 bis 25 Zentimeter lang und 1,25 bis 3 Zentimeter breit. Sie ist von der Basis her in einen 4 bis 9 Zentimeter langen rinnigen Stiel verschmälert und grün mit blassgrünen Querbändern versehen. Die grüne Spreitenspitze ist 4 bis 8 Millimeter lang und pfriemlich. Der grüne Spreitenrand ist kaum verhärtet. Die Blattoberfläche ist glatt.
Die einfach ährigen Blütenstände sind 15 bis 30 Zentimeter lang. Sie haben einen grünen, violett gefärbten und gepunkteten Stiel. Die Rispen sind dicht mit ein bis zwei Blüten pro Büschel besetzt. Das Tragblatt ist lanzettlich zugespitzt und 6 bis 9 Millimeter lang. Der Blütenstiel ist 3 bis 4 Millimeter lang. Die Blütenhüllblätter sind weiß. Die Blütenröhre ist bis zu 4,5 Zentimeter lang. Die Zipfel sind 2 Zentimeter lang.

## Verbreitung
Sansevieria concinna ist in Mosambik, Tansania, Simbabwe und in Südafrika in Natal im Schatten von Küstenwäldern auf Sandboden verbreitet.

## Taxonomie
Die Erstbeschreibung von Sansevieria concinna erfolgte 1915 durch Nicholas Edward Brown.
Ein Synonym für Sansevieria concinna N.E.Br. ist: Sansevieria subspicata var. concinna (N.E.Br.) Mbunga (2007).

## Nachweise